# Szczelina w Słonecznych Skałach Trzecia
Szczelina w Słonecznych Skałach Trzecia – schronisko w Słonecznych Skałach na Wyżynie Olkuskiej wchodzącej w skład Wyżyny Krakowsko-Częstochowskiej. Administracyjnie znajduje się we wsi Jerzmanowice w gminie Zabierzów, w powiecie krakowskim, w województwie małopolskim.
Otwór obiektu znajduje się na prawie pionowej szczelinie u podstawy północno-wschodniej ściany skał Piktogramy i Filarek Bularza w zachodnim murze Słonecznych Skał. Przy ziemi ma szerokość 1,7 m, ale klinowato zwęża się ku górze, a jego wysokość wynosi około 0,6 m. Za otworem znajduje się niewielka nyża, za którą szczelina zwęża się i rozdziela na dwa ciągi. Górny ciąg wznosi się dwoma prożkami o wysokości 0,7 i 0,4 m. Pomiędzy nimi znajduje się poziomy i wąski korytarzyk dalej przechodzący w niedostępną i ślepo zakończoną szczelinę. Ciąg dolny ma kontynuację za prożkiem o wysokości 0,9 m. Opadający z nim korytarzyk po niecałych 3 m zamienia się w niedostępną szczelinę.
Obiekt  powstał w późnojurajskich wapieniach. Ma zwietrzałe i nieco rozmyte ściany, na których miejscami występują dziurki, niewielkie nacieki grzybkowe, skonsolidowane mleko wapienne i czarne, epigenetyczny naloty krzemionkowe. Schronisko ma własny klimat, różniący się nieco od klimatu w środowisku zewnętrznym. Jest w pełni widne, przewiewne i nieco wilgotne. Namulisko przy otworze składa się z wapiennego gruzu zmieszanego z glebą, w głębi z gruzu i gliny. Przed otworem bujnie rozwijają się drzewa, krzewy, rośliny zielne, bluszcz pospolity, paprocie, mchy i porosty. Mchy i glony docierają w schronisku aż na odległość 3 m od otworu. Ze zwierząt wewnątrz schroniska obserwowano pająki sieciarze jaskiniowe (Meta menardi), komary i ślimaki.
Schronisko było znane od dawna. W 2008 r. J. Nowak w spisie jaskiń Doliny Szklarki wymienia Szczelinę w Słonecznych Skałach I, podając jej lokalizację i długość 4,5 m. Prawdopodobnie chodziło mu o schronisko obecnie opisane jako Szczelina w Słonecznych Skałach III. Dokumentację schroniska sporządziła Izabella Luty w lipcu 2014 r.

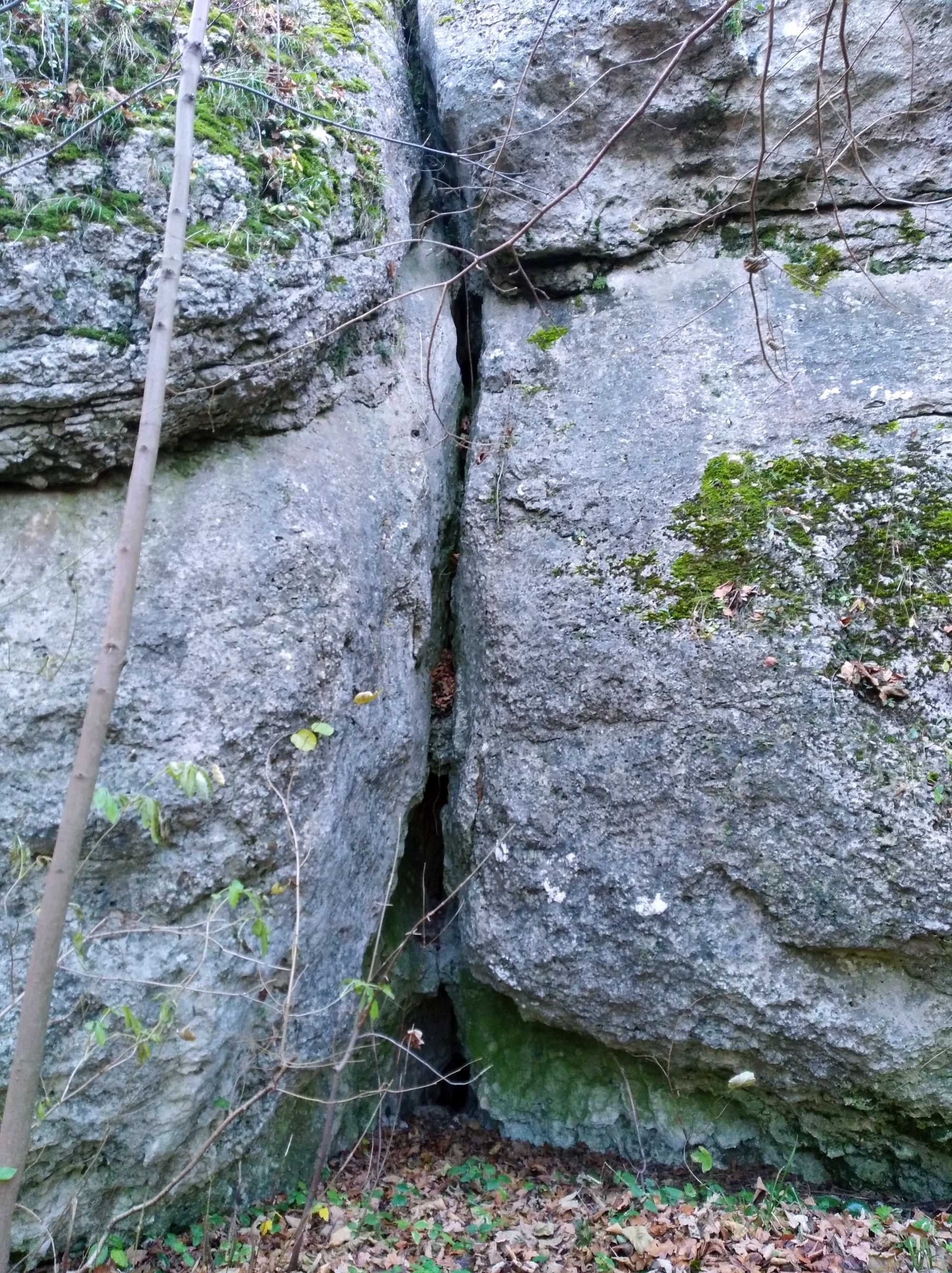
Szczelina z otworem schroniska
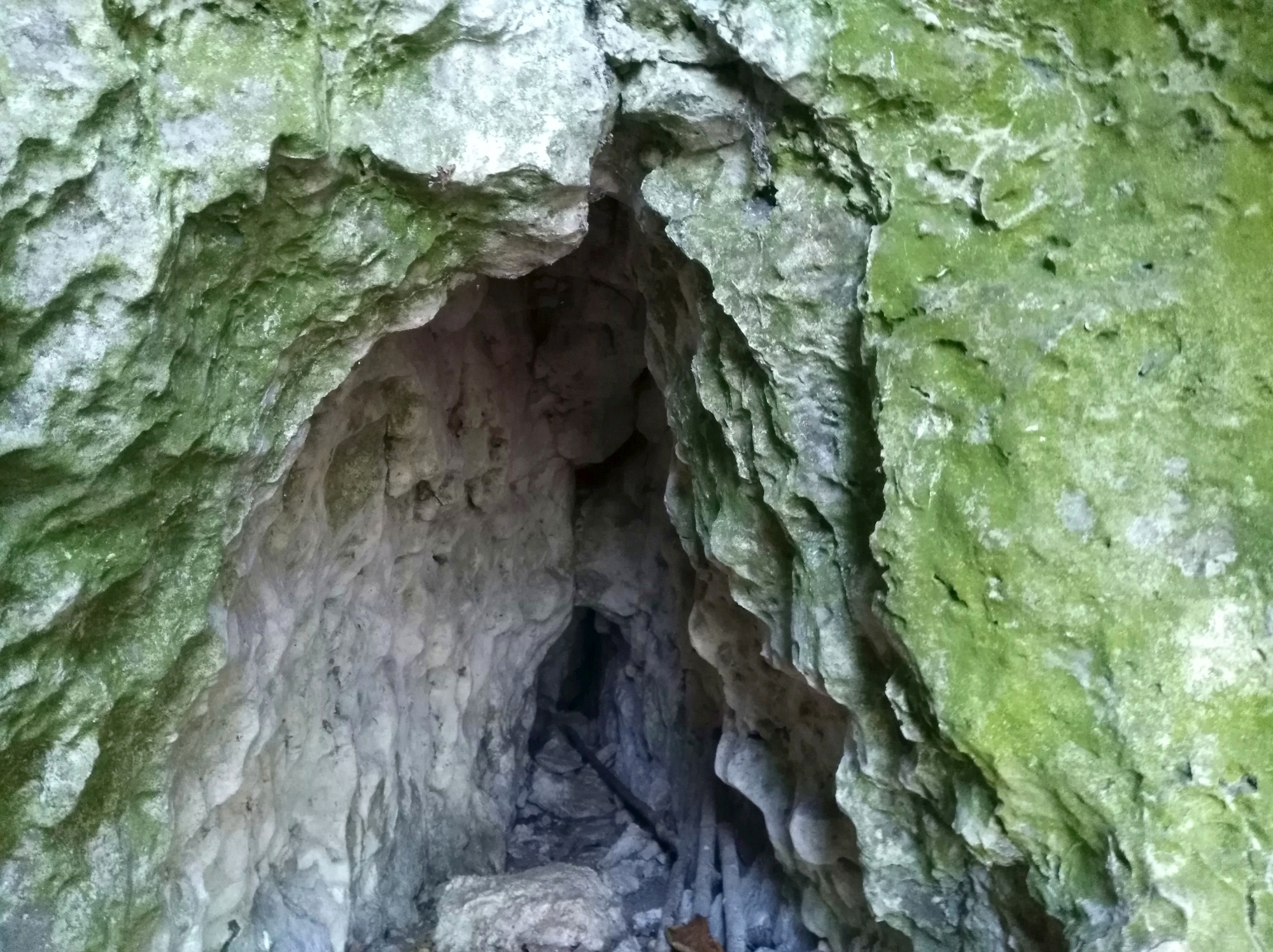
Wstępna nyża
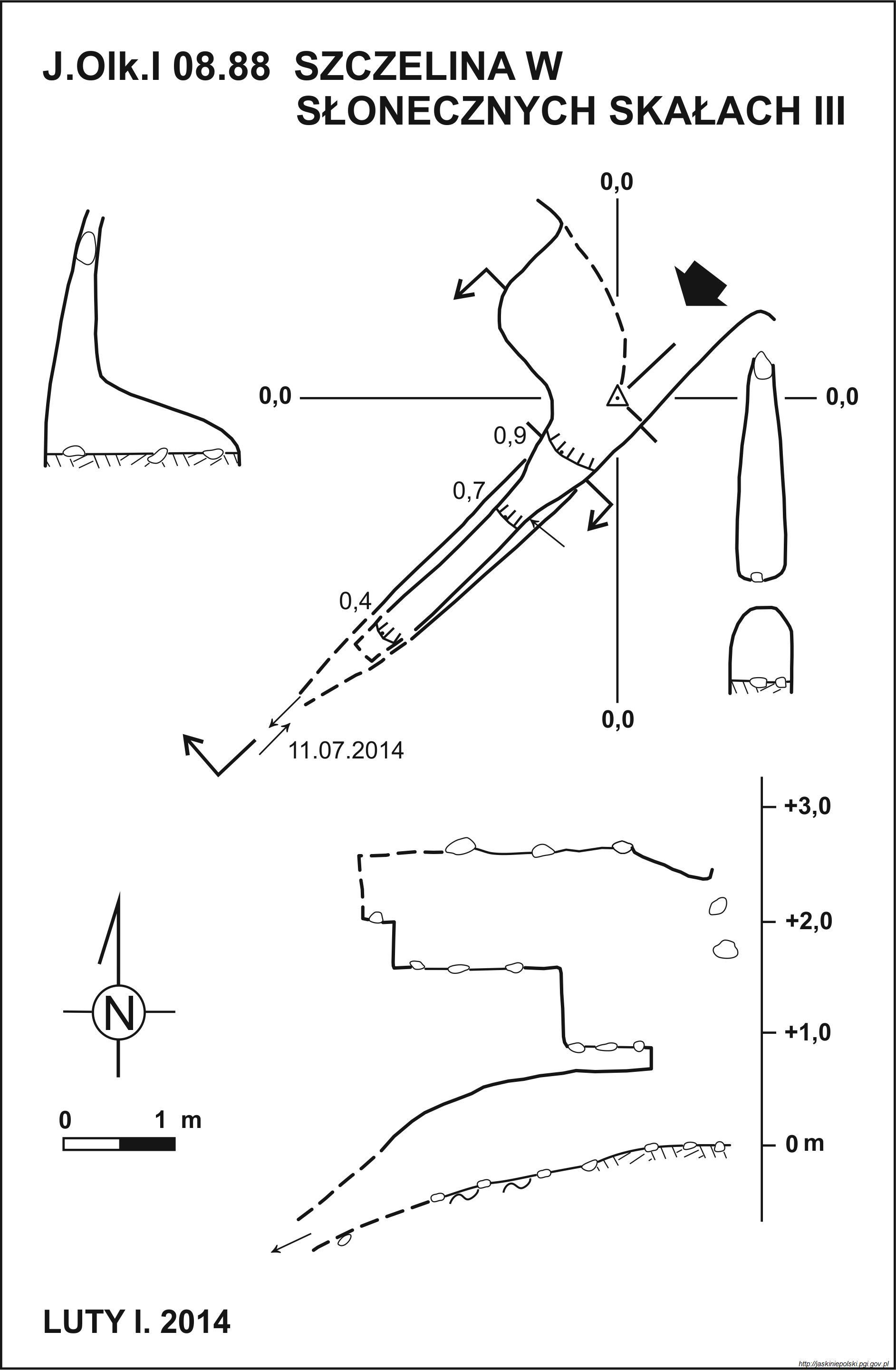
Plan i przekrój obiektu

W odległość 5 m na północny zachód od Szczeliny w Słonecznych Skałach Trzeciej znajduje się Korytarz w Słonecznych Skałach.